# UE Costa Brava
Unió Esportiva Costa Brava (bis 2021 Unió Esportiva Llagostera) ist ein spanischer Fußballverein aus Llagostera in Katalonien. Der Verein wurde 1947 gegründet und trägt seine Heimspiele im Estadi Palamós Costa Brava aus, das Platz für 5.800 Zuschauer bietet. UE Costa Brava spielt derzeit in der Primera División RFEF, der dritthöchsten spanischen Fußballliga.

## Geschichte
Unió Esportiva Costa Brava wurde im November des Jahres 1947 unter dem Namen Unión Deportiva Llagostera in der Stadt Llagostera, mit heutzutage etwa achttausend Einwohnern in der Provinz Girona in Katalonien gelegen, gegründet. Lange Jahre spielte der Verein in tiefsten Amateurligen, was im Endeffekt mehr als das erste halbe Jahrhundert der Vereinsgeschichte ausmachte. In dieser Zeit wechselte man mehrfach den Namen. So benannte man sich 1972 in Club de Fútbol Llagostera und 1981 wieder in Unión Deportiva Llagostera um, was bis 2004 anhielt. In jenem Jahr nahm der Klub seinen Namen Unió Esportiva Llagostera an. Vor der Saison 2021/22 änderte der Verein seinen Namen zu Unió Esportiva Costa Brava.
Durch einen ersten Platz in der höchsten regionalen katalanischen Spielklasse 2008/09 gelang UE Llagostera in jenem Jahr erstmals der Aufstieg in die Tercera División, ihres Zeichens vierthöchste Liga im spanischen Vereinsfußball. Dort vermochte es der Verein, sich schnell mit guten Leistungen zu etablieren. Nach Platz sieben im ersten Jahr gelang mit dem ersten Rang in der Gruppe 5 der Aufstieg in die Segunda División B. Im ersten Jahr dort landete man auf einem respektablen fünften Tabellenplatz. 2012/13 wurde man dann Zehnter. In der Drittligasaison 2013/14 wuchs UE Llagostera über sich hinaus und belegte am Ende der Saison den ersten Platz in der Gruppe 3 mit einem Vorsprung von einem Punkt vor CE l’Hospitalet. Dadurch trat man in den Playoff-Spielen bei den Erstplatzierten an, unterlag dort aber Racing Santander. Dennoch konnte Llagostera in den Aufstiegsspielen der Nicht-Ersten weitermachen und setzte sich dort nacheinander gegen Real Avilés sowie Gimnàstic de Tarragona durch, was den ersten Aufstieg von UE Llagostera in die Segunda División, Spaniens zweite Fußballliga, zur Folge hatte. Damit spielte das Team 2014/15 erstmals zweitklassig. In der Saison 2015/16 stieg der Verein wieder in die Segunda División B ab.

## Erfolge
- Aufstieg in die Segunda División: 1× (2013/14)